# Humbertiella assimilata
Humbertiella assimilata är en bönsyrseart som beskrevs av Wood-mason 1891. Humbertiella assimilata ingår i släktet Humbertiella och familjen Liturgusidae. Inga underarter finns listade i Catalogue of Life.